# 布雷克·艾斯納
麥可·布雷肯里奇·「布雷克」·艾斯納（英語：Michael Breckenridge "Breck" Eisner，1970年12月24日—），美國男導演、製片人和演員。較著名的作品如電影《屍心瘋》（2010年）和《獵巫行動：大滅絕》（2015年）。

## 早期生活
艾斯納是商業顧問、電腦程序員Jane Breckenridge和前華特迪士尼公司首席執行長麥可·艾斯納的兒子。為了避免和父親的名字混淆，因此他的中間名是採用母親的娘家姓。他的母親是蘇格蘭和瑞典裔的獨神論派，而父親則是猶太人。
艾斯納畢業於哈佛高中（現稱作哈佛西湖學校），後就讀喬治城大學主修英文和戲劇，並在南加州大學電影藝術學院獲得了碩士學位。

## 個人生活
2006年，他娶了Georgia Leigh Irwin為妻，並在她父母家舉行天主教會的儀式。Irwin的父親是一名在棕櫚泉開發和銷售度假勝地的房地產經紀人。而她的外祖父卡羅爾·羅森布魯姆曾待過聖路易公羊和印第安納波利斯小馬球隊。

## 作品列表
- 《Recon》（1996，導演）於加州大學時的作品
- 《The Auteur Theory》（1999，演員）《Brooklyn Will Be Ours》中的Moshe
- 《隱形人》（2000，電視劇，導演）試播集
- 《Wilder》（2001，電視劇，導演）未掛名，試播集
- 《幽浮入侵》（2002，導演）單集：「Jacob and Jesse」
- 《反恐嬌娃》（2003，導演）
- 《2005撒哈拉》（2005，導演）[5]
- 《雷霆萬鈞》（2005，執行製片人）[6]
- 《Beyond》（2006，電視劇，導演）未掛名，Fox試播集
- 《恐怖之源》（2008，電視劇，導演）單集：「The Sacrifice」
- 《屍心瘋》（2010，導演）
  - 提名-驚嚇破表獎最佳導演
- 《獵巫行動：大滅絕》（2015，導演）[7]
- 《英雄無畏》（2017，電視劇，導演）單集：「It's All Personal」
- 《无垠的太空》（2017-2022，電視劇，導演）

## 外部連結
- Scenario Lane Productions （页面存档备份，存于）
- 布雷克·艾斯納在互联网电影资料库（IMDb）上的資料（英文）